# Cotana eichhorni
Cotana eichhorni är en fjärilsart som beskrevs av Rothschild 1932. Cotana eichhorni ingår i släktet Cotana och familjen Eupterotidae. Inga underarter finns listade i Catalogue of Life.